# Jeździec z Artemizjon
Jeździec z Artemizjon – wykonana z brązu rzeźba grecka z okresu hellenistycznego, znajdująca się w zbiorach Narodowego Muzeum Archeologicznego w Atenach (nr inwentarzowy Χ 15177).
Rzeźba została wyłowiona w częściach w 1928 i 1937 roku z wraku statku u przylądka Artemizjon na północnej Eubei i następnie złożona. Nie znaleziono wszystkich jej elementów, brakuje m.in. wodzy i bata, które trzymał jeździec. Część ogona i brzucha konia zostały przy renowacji uzupełnione o brakujące partie.
Rzeźba ma 2,10 m wysokości i 2,90 m długości. Przedstawia młodego chłopca dosiadającego galopującego konia. Na prawym udzie konia wyryty został wizerunek bogini Nike z wieńcem w ręku. Zwierzę zostało oddane w dynamicznej pozie, z pełnym realizmem. Chłopiec, prawdopodobnie Afrykańczyk, ma na sobie sandały i chiton. Ne jego wykrzywionej twarzy widoczna jest zaciekłość. Malutka sylwetka jeźdźca kontrastuje z rozmiarami wierzchowca.